# FIDE Grand Prix 2022
Der FIDE Grand Prix 2022 war eine Serie von Schachturnieren unter Beteiligung der Weltspitze, die zwischen 3. Februar und 4. April 2022 in Berlin und Belgrad stattfand. Die beiden Erstplatzierten (der Amerikaner Hikaru Nakamura und der Ungar Richárd Rapport) qualifizierten sich für das Kandidatenturnier 2022, bei welchem letztlich die beiden Teilnehmer der Schachweltmeisterschaft 2023 ermittelt wurden.

## Modus
Der Grand Prix umfasste drei Turniere mit je 16 Spielern. Es sollten 24 Spieler der Weltspitze teilnehmen, wobei jeder an zwei Turnieren teilnahm. Aufgrund von Ausfällen waren es 25 Spieler, von denen zwei jeweils nur an einem Turnier teilnahmen.
Die einzelnen Turniere bestanden aus einer Gruppenphase und einer Finalrunde. In der Gruppenphase spielten in vier Gruppen jeweils vier Spieler doppelrundig gegeneinander (also insgesamt sechs Runden). In der Finalrunde ermittelten die Gruppenersten im K.-o.-System (zwei Spiele pro Begegnung) den Gesamtsieger. Im Falle von Punktegleichheit bei der Ermittlung des Gruppenersten oder in der Finalrunde fand eine Entscheidung (Tie-Break) durch Schnellpartien statt.
Für jedes Turnier erhielten die Spieler Grand-Prix-Punkte:
- 13 Pkt.: Turniersieger
- 10 Pkt.: Finalist
- 07 Pkt.: Halbfinalist
- 04 Pkt.: Platz 2 in Gruppenphase
- 02 Pkt.: Platz 3 in Gruppenphase
- 00 Pkt.: Platz 4 in Gruppenphase

Im Fall von Gleichstand auf den Plätzen 2–4 in der Gruppenphase wurden die Punkte geteilt. (Beispiel: Bei Punktegleichheit auf Platz 2 und 3 erhält jeder Spieler 3 Grand-Prix-Punkte.)
Die Rangfolge im Gesamtergebnis ergab sich aus der Zahl der Grand-Prix-Punkte. Bei Gleichstand entschieden (in absteigender Priorität)
- die Zahl der Turniersiege (kam nicht zur Anwendung)
- Zweitplatzierungen
- Partiepunkte (ohne Schnellpartien)
- Gewinnpartien (ohne Schnellpartien)

## Qualifikation
Die 24 Spieler qualifizierten sich über mehrere Wege:
- 5 Spieler: Platz 4–8 im Schach-Weltpokal 2021 (Die beiden Finalisten waren schon direkt für das Kandidatenturnier qualifiziert; Magnus Carlsen (Platz 3) nahm als amtierender Weltmeister nicht an der WM-Qualifikation teil.) Diese waren:
Étienne Bacrot, Wladimir Fedossejew, Vidit Gujrathi, Samuel Shankland, Amin Tabatabaei
- 6 Spieler: Platz 3–8 im FIDE Grand Swiss Tournament 2021:
Vincent Keymer, Grigori Oparin, Alexander Predke, Alexei Schirow, Maxime Vachier-Lagrave, Yu Yangyi
- 1 Spieler nominiert vom Präsidenten des Weltschachverbands (FIDE): Hikaru Nakamura[4]
- 1 Spieler nominiert vom Veranstalter: Daniil Dubow[4]
- die übrigen Spieler (11) gemäß Elo-Rangliste: Ding Liren, Lewon Aronjan, Anish Giri, Wesley So, Şəhriyar Məmmədyarov, Alexander Grischtschuk, Richárd Rapport, Leinier Domínguez, Nikita Witjugow, Pentala Harikrishna, Dmitri Andreikin[5]

Ding und Andreikin konnten aus Visums- bzw. Gesundheitsgründen nicht am ersten Turnier teilnehmen. Ihre Plätze wurden von Andrei Jessipenko und Radosław Wojtaszek eingenommen. Im zweiten Turnier nahm der ursprünglich spielfreie Andreikin Dings Platz ein. Auf die Teilnahme am dritten Turnier verzichtete er jedoch aus persönlichen Gründen und wurde wieder durch Jessipenko ersetzt.

## Gesamtergebnis
Bereits vor der K.-o.-Runde des dritten Turniers stand fest, dass Nakamura und Rapport die beiden ersten Plätze belegen und sich damit für das Kandidatenturnier qualifizieren würden. 
| Platz | Spieler                   | ELO 1) | Berlin | Belgrad | Berlin | GPP 2) | PP 2) | GP 2) |
| ----- | ------------------------- | ------ | ------ | ------- | ------ | ------ | ----- | ----- |
| 1     | Hikaru Nakamura           | 2736   | 13     | —       | 10     | 23     |       |       |
| 2     | Richárd Rapport           | 2763   | 7      | 13      | —      | 20     |       |       |
| 3     | Wesley So                 | 2772   | 4      | —       | 13     | 17     |       |       |
| 4     | Lewon Aronjan             | 2772   | 10     | —       | 2      | 12     |       |       |
| 5     | Dmitri Andreikin 4)       | 2724   | —      | 10      | —      | 10     | 5½ 3) |       |
| 6     | Amin Tabatabaei           | 2623   | —      | 3       | 7      | 10     | 7½    | 4     |
| 7     | Şəhriyar Məmmədyarov      | 2767   | —      | 3       | 7      | 10     | 7½    | 1     |
| 8     | Leinier Domínguez         | 2752   | 7      | —       | 2      | 9      |       |       |
| 9     | Sam Shankland             | 2708   | —      | 4       | 4      | 8      | 7     |       |
| 10    | Maxime Vachier-Lagrave    | 2761   | —      | 7       | 1      | 8      | 6½    |       |
| 11    | Anish Giri                | 2772   | —      | 7       | 0      | 7      | 7½    |       |
| 12    | Vidit Gujrathi            | 2727   | 3      | 4       | —      | 7      | 6     |       |
| 13    | Nikita Witjugow 4)        | 2726   | —      | 3       | 3      | 6      |       |       |
| 14    | Alexander Predke 4)       | 2682   | —      | 3       | 1      | 4      | 5½    | 2     |
| 14    | Grigori Oparin 4)         | 2681   | 0      | —       | 4      | 4      | 5½    | 2     |
| 16    | Vincent Keymer            | 2664   | 0      | —       | 4      | 4      | 5     | 2     |
| 16    | Andrei Jessipenko 4)      | 2714   | 4      | —       | 0      | 4      | 5     | 2     |
| 18    | Radosław Wojtaszek        | 2686   | 4      | —       | —      | 4      | 3½    |       |
| 19    | Wladimir Fedossejew 4)    | 2704   | 2      | 1       | —      | 3      | 5½    | 3     |
| 20    | Yu Yangyi                 | 2713   | —      | 0       | 3      | 3      | 5½    | 0     |
| 21    | Daniil Dubow 4)           | 2720   | 3      | —       | 0      | 3      | 5     |       |
| 22    | Alexander Grischtschuk 4) | 2764   | 2      | 0       | —      | 2      | 5     |       |
| 23    | Pentala Harikrishna       | 2719   | 2      | 0       | —      | 2      | 4     |       |
| 24    | Étienne Bacrot            | 2642   | 0      | 2       | —      | 2      | 4     |       |
| 25    | Alexei Schirow            | 2704   | 0      | 1       | —      | 1      |       |       |